# Cleopatra - The crown of Isis (single)
Cleopatra - The crown of Isis is een maxisingle van Kayak. Het is afkomstig van hun album Cleopatra - The crown of Isis. De maxisingle verscheen in het kader van veertig jaar Kayak. Het titelnummer is een remix van drie nummers die in een andere gedaante op het album zullen verschijnen. Symmetry is een nummer dat in 1971 geschreven is door Ton Scherpenzeel en Pim Koopman. Het nummer is toen niet opgenomen, want Kayak bestond toen officieel nog niet. De single is dan ook ter nagedachtenis aan Koopman, die in 2009 overleed. Symmetry is het langste nummer van Kayak (gegevens 2012)
De single haalde de hitlijsten niet.

## Muziek
1. Cleopatra – The crown of Isis (7:32)
2. Symmetry (9:18)